# Лави, Вейкко
То́йво Ве́йкко Ла́ви (фин. Toivo Veikko Lavi; 23 апреля 1912 Котка, Финляндия — 22 мая 1996, Хамина, Финляндия) — финский музыкант, поэт и писатель.

## Биография
Родился 23 апреля 1912 года в финском городе Котка. Большая часть его песен посвящена жизни этого портового города. В юности Вейкко много занимался спортом, особенно толканием ядра. Также Лави увлекался хоровым пением, театром и журналистикой. С 1938 года и до начала Зимней войны Вейкко Лави работал в лесоперерабатывающей промышленности, на предприятиях Выборгской губернии.
С 1950-х годов Лави начал писать и исполнять собственные песни. Шлягеры «Tavallinen rellu», «Kotkan Kerttu» и «Gabriel» быстро набрали популярность в Финляндии. В песне «Mies Mekkonen» пародируется тогдашний премьер-министр Финляндии Урхо Кекконен. Тогда же была написана песня «Laulajan testamentti». В общей сложности за 1951-56 гг. Вейкко Лави написал около пятидесяти песен.
В 1960-е годы наступил перерыв в его творчестве, однако в 1968 году певец вернулся на сцену. Тогда же его семья перебралась в Хамину. После этого Лави выступал почти до самой смерти; его последние записи относятся к 1994 году. В том же году он сыграл самого себя в фильме Аки Каурисмяки «Береги свою косынку, Татьяна».
Наиболее известные из песен Вейкко Лави — «Väärä vitonen», «Silakka-apajalla», «Tukilisä-jenkka», «Sukuvika — suksi ei luista», «Laulajan testamentti», «Elämäni kronikka» и «Ota löysin rantein». Помимо собственных песен, Лави исполнял также финские народные песни и танцы. Также он написал песню «Evakon laulu», которую исполняла певица Аннели Сааристо, балладу «Ruusuja lurjukselta», ставшую известной в исполнении Тапио Раутаваара. Совместно с Юхой Вайнио была написана песня «Siitä on jo aikaa». В 1980-е Лави пишет ряд книг, иллюстрировавших его нелёгкое детство.
Детство Вейкко Лави приходится на период Гражданской войны, что не могло не отразиться на его творчестве. Живя в трудное время, он всегда оставался оптимистом; в своих песнях и книгах ему удалось соединить глубокую гуманность с позитивным отношением к жизни, или, как он сам говорил, «юмор с чувством».
В 1980-е годы финский артист Юйсе Лескинен представил в городском театре Котки пьесу «Надежда Отечества», рассказывающую о жизни Вейкко Лави. Позже Мартти Кадениус составил, используя песни Лави, драматическую пьесу «Хроника моей жизни».
В 2008 году эстрадный певец Юкка Пойка записал альбом «Laulajan testamentti», в который вошли песни Лави в его исполнении.

## Дискография

### Альбомы
- Veikko Lavi 1 (1969)
- Veikko Lavi 2 (1971)
- Uusia lauluja (1974)
- Jokainen ihminen on laulun arvoinen (1976)
- Huumoria tunteella (1978)
- Lauluja elämästä (1979)
- Ruusuja ja risuja (1980)
- Ihminen — homo sapiens (1982)
- Monta ovea olen avannut (1983)
- Elämäni kronikka (1988)
- Tunnen kuuluvani tähän maahan (1992)
- Päivä kerrallaan (1994)

### Сборники
- Veikko Lavi (1970)
- Unohtumattomat (1979)
- Lauluntekijä (1982)
- 28 tunnetuinta (1988)
- Veikko Lavi (1988)
- Laulajan testamentti (1991)
- Unohtumattomat (1993)
- Jokainen ihminen on laulun arvoinen (1996)
- Parhaat (1998)
- Veikko Lavi muistoissamme / Valitut palat (1999)
- 20 suosikkia — Kotkan Kerttu (2002)
- Hitit (2004)
- Nostalgia (2006)
- Veikko Lavi 1950—1952 Vol 1. (2008)
- Varis ja valtion varatyömies (2009)